# RDX (napęd dyskowy)
RDX – format wymiennej pamięci dyskowej stworzony przez ProStor Systems Incorporated w 2004 roku. W zamyśle jest to system do przechowywania kopii bezpieczeństwa (ang. backup copy) alternatywny do systemu pamięci taśmowej. Innymi zastosowaniami tej technologii jest archiwizacja danych, ich wymiana pomiędzy systemami komputerowymi oraz odzyskiwanie danych.
Technologia wymiennej pamięci dyskowej RDX obejmuje stacje dokujące RDX i przenośne moduły, które mogą zawierać jedno z rozwiązań:
- dysk HDD SATA,2,5″
- dysk SSD SATA 2,5″,
- dysk WORM (write once, read many).

Stacje dokujące są produkowane w wersjach wewnętrznych i zewnętrznych z interfejsem USB 2.0/3.0. Zastosowane dyski są odporne na wstrząsy i zdolne wytrzymać upadek z wysokości 1 m na betonową powierzchnię. Dyski te mają przewidywany czas przechowywania danych od 10 do 30 lat i przepustowość do 936 GB/h. Ich pojemność wynosi 160 GB, 320 GB, 500 GB, 1 TB, 1,5 TB lub 2 TB, a dla wersji SSD od 64 GB do 512 GB.